# Seznam dílů seriálu Smash
Toto je seznam dílů seriálu Smash. Americký dramatický a muzikálový televizní seriál Smash měl premiéru na kanálu NBC 6. února 2012. Odvysílány byly dvě série s celkovým počtem 32 epizod.

## Přehled řad
| Řada | Díly | Premiéra v USA | Premiéra v USA  |
| Řada | Díly | První díl      | Poslední díl    |
| ---- | ---- | -------------- | --------------- |
| 1    | 15   | 6. února 2012  | 14. května 2012 |
| 2    | 17   | 5. února 2013  | 26. května 2013 |

## Díly

### První řada (2012)
| Č. v seriálu | Č. v řadě | Název              | Režie                 | Scénář                            | Datum premiéry  | Produkční kód | Sledovanost |
| --- | --------- | ------------------ | --------------------- | --------------------------------- | --------------- | ------------- | ----------- |
| 1 | 1         | Pilot              | Michael Mayer         | Theresa Rebeck                    | 6. února 2012   | 101           | 11,44       |
| Celosvětově proslulá skladatelská dvojice Julia Houston a Tom Levitt jsou inspirováni k vytvoření nového broadwayského muzikálu o životě kulturní ikony Marilyn Monroe. Okamžitě přitáhnou pozornost houževnaté producentky Eileen Rand a vynikajícího, leč temperamentního režiséra Dereka Willse. Na konkurzu se objeví hned dvě vhodné představitelky pro hlavní roli: Ivy Lynn, zkušená divadelní herečka která v divadle hrála doposud jen malé role a Karen Cartwright, servírka z Iowy, která sice nemá žádné divadelní schopnosti, ale zato obrovský talent a potenciál. |           |                    |                       |                                   |                 |               |             |
| 2 | 2         | The Callback       | Michael Mayer         | Theresa Rebeck                    | 13. února 2012  | 102           | 8,06        |
| Ivy i Karen se během užšího konkurzu pokouší na Dereka zapůsobit, aby získaly roli Marilyn, Julia a její manžel Frank (Brian d'Arcy James) jsou frustrováni dlouhodobým procesem mezinárodní adopce a Eileeninin náhlý rozvod komplikuje finanční rozpočet vznikajícího muzikálu. |           |                    |                       |                                   |                 |               |             |
| 3 | 3         | Enter Mr. DiMaggio | Michael Mayer         | Theresa Rebeck                    | 20. února 2012  | 103           | 6,47        |
| Karen se vrací do Iowy, aby zde učinila zásadní rozhodnutí o své budoucnosti. Příchod Michael Swift, který bude hrát Joa DiMaggia, v něm probudí staré city k Julii. Ivy začne pochybovat, proč získala roli Marylin a Eileen podezřívá svého (již brzy) bývalého manžela Jerryho, že se snaží zničit muzikál, když proti ni obrací potenciální investory. |           |                    |                       |                                   |                 |               |             |
| 4 | 4         | The Cost of Art    | Michael Morris        | David Marshall Grant              | 27. února 2012  | 104           | 6,64        |
| Když Derek pořádá večírek pro mladou teenagerovskou hvězdu Lyla Westa, Eileen vidí v Lylovi příležitost zkusit novou strategii pro získání peněz do muzikálu. Karen se učí, jak zvýšit své šance na úspěch na prknech Broadwaye a Tom vyráží na jedinečné první rande. |           |                    |                       |                                   |                 |               |             |
| 5 | 5         | Let's Be Bad       | Jamie Babbit          | Julie Rottenberg a Elisa Zuritsky | 5. března 2012  | 105           | 7,76        |
| Julia vidí, že se její vztah s manželem Frankem a jejich synem Leem začíná rozpadat, když se dozví, že je Leo zatčen. Eileen se spojí s Tomovým asistentem Ellisem a Ivyin vztah s Derekem je během zkoušek silně napjatý. |           |                    |                       |                                   |                 |               |             |
| 6 | 6         | Chemistry          | Dan Attias            | Jacquelyn Reingold                | 12. března 2012 | 106           | 7,04        |
| Ivy čelí velkému problému, když ji onemocní hlasivky a bojuje s rozhodnutím použít léky, aby zachránila své šance zůstat Marilyn. Julia se snaží vyhnout Michaelovi, Eileen chce Ellise více poznat a Karen vystupuje v baru mitzvah. |           |                    |                       |                                   |                 |               |             |
| 7 | 7         | The Workshop       | Mimi Leder            | Jason Grote                       | 19. března 2012 | 107           | 6,56        |
| Když se celý tým připravuje na předvedení své práce potenciálním investorům, je Ivy pod velkým tlakem, protože se do jejího života vrátí její matka, broadwayská hvězda Leigh Conroy. Karen se zmítá mezi workshopem a schůzkou s vlivným hudebním producentem, zatímco Julia a Michael musí čelit následkům jejich činů. |           |                    |                       |                                   |                 |               |             |
| 8 | 8         | The Coup           | Paris Barclay         | Theresa Rebeck                    | 26. března 2012 | 108           | 6,14        |
| Tvůrčí tým se smiřuje s tím, co se stalo po workshopu; Derek a Eileen vyzkouší s Kareninou pomocí některé alternativní nápady pro muzikál. Eileenina dcera (Grace Gummer) přijede na nečekanou návštěvu. |           |                    |                       |                                   |                 |               |             |
| 9 | 9         | Hell on Earth      | Paul McGuigan         | Scott Burkhardt                   | 2. dubna 2012   | 104           | 6,03        |
| Julia a Tom přichází s novým názvem pro nedávno obnovený muzikál; Karen a Ivy chtějí účinkovat v reklamě na pomerančový džus a Frank se dozví o tajném románku Julii. |           |                    |                       |                                   |                 |               |             |
| 10 | 10        | Understudy         | Adam Bernstein        | Jerome Hairston                   | 9. dubna 2012   | 110           | 5,99        |
| Když se nová hlavní hvězda muzikálu Bombshell, Rebecca Duvall (Uma Thurman), zasekne na Kubě, Derek roli prozatím svěřuje Karen. Tom a Julia oslavují své výročí. Frankův a Juliin vztah se začíná rozpadat. |           |                    |                       |                                   |                 |               |             |
| 11 | 11        | The Movie Star     | Tricia Brock          | Julie Rottenberg a Elisa Zuritsky | 16. dubna 2012  | 111           | 5,95        |
| Karen a Ivy spolu musí pracovat do příjezdu Rebeccy Duvall, což zamíchá výrobou muzikálu. Nicméně Rebecca není tak dobrá, jak si všichni mysleli. Julia a Frank musí zvládnout rodinnou krizi. |           |                    |                       |                                   |                 |               |             |
| 12 | 12        | Publicity          | Michael Mayer         | Theresa Rebeck                    | 23. dubna 2012  | 112           | 6,01        |
| Karen se začne přátelit s Rebeccou a začíná si užívat život celebrity. Eileen a Nick se k sobě dostávají blíže. Leo se ztratí a je pohřešovaný. |           |                    |                       |                                   |                 |               |             |
| 13 | 13        | Tech               | Roxann Dawson         | Jason Grote a Lakshmi Sundaram    | 30. dubna 2012  | 113           | 5,34        |
| Derek si začne románek s Rebeccou; Karen se musí ihned rozhodnout, zda zůstat se svým přítelem nebo jít do muzikálu; Eileen a Julia mají hádku ohledně znovu najmutí Michaela Swifta a Sam představuje Toma své rodině. |           |                    |                       |                                   |                 |               |             |
| 14 | 14        | Previews           | Robert Duncan McNeill | David Marshall Grant              | 7. května 2012  | 114           | 5,72        |
| Obsazení a tvůrčí tým muzikálu Bombshell jsou připraveni čelit svému prvnímu publiku s neuspokojujícími výsledky. Dev se pokouší usmířit s Karen, ale jako opilý udělá zničující rozhodnutí. Frank se snaží přizpůsobit náhlému návratu Michaela Swifta do jeho života. Někdo jde po Rebecce, a ta končí v nemocnici. |           |                    |                       |                                   |                 |               |             |
| 15 | 15        | Bombshell          | Michael Morris        | Theresa Rebeck                    | 14. května 2012 | 115           | 5,96        |
| Před premiérou musí Derek učinit zásadní rozhodnutí: Ivy, anebo Karen? Usmíření mezi Frankem a Julií musí vytrvat, zatímco Tom a Julia celý den pracují, aby zachránili Bombshell, který prochází velkými změnami. Ellis ukazuje svou pravou tvář. Bude z nové Marylin hvězda? |           |                    |                       |                                   |                 |               |             |

### Druhá řada (2013)
22. března 2012 televizní společnost NBC oznámila, že Smash bude mít druhou sérii. Očekává se, že bude mít premiéru v lednu 2013. Z hlavního obsazení první série se nevrátí Jaime Cepero (Ellis), Raza Jaffrey (Dev) a Brian d'Arcy James (Frank) a z vedlejších postav Will Chase (Michael). Scenárista seriálu Super drbna, Josh Safran, nahradí ve funkci hlavní scenáristku Theresu Rebeck, která se rozhodla soustředit na další projekty.
Dne 14. června 2012 bylo oznámeno, že Jeremy Jordan byl obsazen do role Jimmyho. Dne 22. července 2012 bylo oznámeno, že držitelka Oscara, herečka Jennifer Hudson, se v seriálu objeví po více epizod v roli Veronicy Moore, herečky, která získala cenu Tony a má vliv na životy Karen a Ivy.
| Č. v seriálu | Č. v řadě | Název                  | Režie          | Scénář                            | Datum premiéry  | Sledovanost |
| --- | --------- | ---------------------- | -------------- | --------------------------------- | --------------- | ----------- |
| 16 | 1         | On Broadway            | Michael Morris | Joshua Safran                     | 5. února 2013   | 4,48        |
| Muzikál Bombshell se vrací do New Yorku s nadějí, že jeho další uvedení bude již na Broadwayi, ale nový skandál staví jeho osud do ohrožení. |           |                        |                |                                   |                 |             |
| 17 | 2         | The Fallout            | Craig Zisk     | Julie Rottenberg a Elisa Zuritsky | 5. února 2013   | 4,45        |
| Derek je obviněn ze sexuálního obtěžování, Julie je psychicky na dně a šance na obnovu Bombshell na Broadwayi jsou mizivé. Karen se seznamuje s talentovanými barmany, kteří skládají vlastní muzikál. |           |                        |                |                                   |                 |             |
| 18 | 3         | The Dramaturg          | Larry Shaw     | Bryan Goluboff                    | 19. února 2013  | 3,29        |
| Jeremy a Kyle se snaží upoutat Dereka, aby režíroval jejich muzikál. Eileen doporučí Tomovi a Julii pro jejich práci dramaturga, Petera Gillmana, který si příliš nepadne do oka s Julií. Bombshell se opět vrací do stádia zkoušení a Ivy získává hlavní roli v novém broadwayském muzikálu.                                                                                          |           |                        |                |                                   |                 |             |
| 19 | 4         | The Song               | Michael Morris | Bathsheba Doran                   | 26. února 2013  | 3,04        |
| Přípravy na koncertní show Veronicy Moore vrcholí, režisér koncertu Derek má odlišné představy než sama zpěvačka a navíc se dostává do konfliktu s její matkou. Eileen stojí před velkou volbou: úspěch anebo láska. |           |                        |                |                                   |                 |             |
| 20 | 5         | The Read-Through       |                | Liz Tuccillo                      | 5. března 2013  | 2,68        |
| Julia a Peter se připravují na čtenou zkoušku Bombshell, ale Julia se bojí, že mu nemůže důvěřovat, zatímco se Jimmy a Kyle připravují na neformální veřejné čtení Hit Listu. Mezitím si Ivy musí poradit s komediální filmovou hvězdou Terrym Fallsem, který ohrožuje její úspěšný broadwayský debut ve hře Liasons.                                                                  |           |                        |                |                                   |                 |             |
| 21 | 6         | The Fringe             | Dan Lerner     | Julia Brownell                    | 12. března 2013 | 2,90        |
| Derek dojde ke svému zlomovému bodu a opouští Bombshell. Kyle a Jimmy se potýkají s problémy související s uvedením Hit Listu na místním divadelním festivalu a Ivy se odváží říci Terrymu, co si doopravdy myslí o Liasons. |           |                        |                |                                   |                 |             |
| 22 | 7         | Musical Chairs         | Casey Nicholaw | Becky Mode                        | 19. března 2013 | 2,66        |
| Karen, Tom, Julia a Derek si musí zvykat na nové prostředí a podmínky poté, co Derek odešel z muzikálu. Současně je také vyvíjen velký tlak na hru Liaisons, která má těsně před premiérou. Eileen s asistencí své dcery Katie konečně získává Bombshell jen pro sebe. |           |                        |                |                                   |                 |             |
| 23 | 8         | The Bells and Whistles | Craig Zisk     | Noelle Valdivia                   | 26. března 2013 | 3,05        |
| Ivy přivádí Sama zpět do New Yorku, díky čemuž musí Tom řešit řadu nepříjemných situací. Jimmy se dostane do hádky s Derekem kvůli různým úhlům pohledu na muzikál Hit List. Ana a Karen se potýkají s tím, že neumějí vyjádřit, co doopravdy chtějí. |           |                        |                |                                   |                 |             |
| 24 | 9         | The Parents            | Tricia Brock   | Jordon Nardino                    | 2. dubna 2013   | 2,98        |
| Poté, co se Leigh Conroy vrátí, aby se připojila k obsazení muzikálu Bombshell, tak se Tom snaží rozptýlit roky trvající napětí mezi ní a její dcerou Ivy. Spojení Jimmyho a Karen je ohroženo nově nalezeným úspěchem Any a neočekávaným návštěvníkem. Derek se více dozvídá o Jimmyho minulosti, právě když je Hit List částečně představen publiku.                                 |           |                        |                |                                   |                 |             |
| 25 | 10        | The Surprise Party     | S. J. Clarkson | Julie Rottenberg a Elisa Zuritsky | 6. dubna 2013   | 1,88        |
| Když je ve městě Liza Minnelliová, tak Tom plánuje narozeninové překvapení pro Ivy, aby našel rovnováhu mezi prací a jejich přátelstvím. Vztahy mezi Karen, Jimmym a Derekem vybouchnou právě v okamžiku, když se zkoušky Hit Listu blíží k závěru. Richard požádá Eileen, aby trávila více času s ním a méně prací a Julia se odtáhne od Bombshell prostřednictvím nečekaného zdroje. |           |                        |                |                                   |                 |             |
| 26 | 11        | The Dress Rehearsal    | Mimi Leder     | Julia Brownell                    | 13. dubna 2013  | 1,80        |
| Tom a Julia se připravují na první veřejné generální zkoušky Bombshell a ukazuje se, že Tomova horlivost nemusí být pro muzikál právě tím nejlepším. Mnoho komplikací donutí Ivy k tomu, aby učinila významné rozhodnutí, zatímco napětí v Hit Listu se stupňuje, když si Karen myslí, že Derek činí podezřelé motivy vůči ní.                                                         |           |                        |                |                                   |                 |             |
| 27 | 12        | Opening Night          | Michael Morris | Bathsheba Doran a Noelle Valdivia | 20. dubna 2013  | 1,91        |
| Po měsících tvrdé práce se konečně koná broadwayská premiéra Bombshell. Ivy je nervózní, aby ze sebe vydala to nejlepší a podpora přichází z nečekaných míst. Mezitím se Tom a Julia poohlížejí po jejich novém projektu. Úspěch Bombshell může být závislý na tom, jak Eileen bude vycházet s Richardem. Jimmy prozradí Karen vše ohledně své temné minulosti.                        |           |                        |                |                                   |                 |             |
| 28 | 13        | The Producers          | Tricia Brock   | Becky Mode                        | 27. dubna 2013  | 1,89        |
| Jimmy ohrožuje budoucnost Hit Listu a Karen, Derek, Ana a Kyle jsou nuceni mu pomoci ještě předtím, než se věci ještě více zhorší. Tomovo a Juliino partnerství dochází ke zlomovému bodu. Ivy, Eileen a všichni herci z Bombshell musí tvrdě bojovat, aby porazili konkurenci. |           |                        |                |                                   |                 |             |
| 29 | 14        | The Phenomenon         | Roxann Dawson  | Jordon Nardino a Joshua Safran    | 4. května 2013  | 2,28        |
| Neočekávaná událost spojí dva muzikály dohromady. |           |                        |                |                                   |                 |             |
| 30 | 15        | The Transfer           | Holly Dale     | Justin Brenneman a Julia Brownell | 11. května 2013 | 2,01        |
| Tom chce za každou cenu získat Tony a tak uspořádá večírek pro poctu Houstona & Levitta. Julia má ale dost práce s Hit Listem. Tom požádá Ivy, aby na večírku zazpívala riskantní číslo. Hit List je přiveden na Broadway, ale má potíže, protože je Derek vydírán kvůli roli Divy. |           |                        |                |                                   |                 |             |
| 31 | 16        | The Nominations        | Michael Morris | Bryan Goluboff                    | 25. května 2013 | 2,44        |
| Nadchází večer nominací na ceny Tony, ale pro obě strany bude těžké cenu získat. Tom narazí na vlivného voliče na Tony, Ivy se potýká s nepříjemnými novinkami a Derekova minulost přináší důsledky. |           |                        |                |                                   |                 |             |
| 32 | 17        | The Tonys              | Michael Morris | Joshua Safran                     | 25. května 2013 | 2,44        |
| Je večer předávání cen Tony a večer nemusí nutně jít tak dobře, jak ostatní předpokládali. Jimmy čelí konečnému zúčtování a Tom, Julia, Derek, Karen, Ivy a Eileen chtějí vědět, jestli by jim cena potvrdila místo na Broadwayi jednou provždy. |           |                        |                |                                   |                 |             |